# Adrian Reid (calciatore 1985)
Adrian Reid (Kingston, 10 marzo 1985) è un calciatore giamaicano, difensore del Cavalier.

## Biografia
Anche suo figlio Adrian Reid Jr. è un calciatore professionista.

## Carriera

### Club
Reid giocò al Waterhouse dal 2004 al 2005. Firmò in seguito per il Portmore United. Tra il 2008 ed il 2009 sostenne dei provini per il Vålerenga, per lo Aalesund e per il Lillestrøm. Ad agosto 2009, si trasferì al Lillestrøm con la formula del prestito. A gennaio 2010 tornò al Portmore United.
Il 17 marzo 2011 passò al Vålerenga, sempre con la formula del prestito. Tornò però in estate al Portmore.

### Nazionale
Ha giocato nella nazionale giamaicana Under-20, con la quale nel 2005 ha anche partecipato al campionato CONCACAF di categoria.
Tra il 2006 ed il 2013 ha giocato complessivamente 32 partite con la nazionale maggiore giamaicana, con la quale nel 2011 ha anche partecipato alla Gold Cup.